# Manoel Messias Barbosa da Silva
Manoel Messias Barbosa da Silva, mais conhecido como Maranhão (Codó, 25 de dezembro de 1985), é um ex-futebolista brasileiro, que atuava como lateral-direito.

## Carreira
Iniciou sua carreira no modesto futebol de Tocantins, atuando em times como Gurupi, Palmas e Araguaína.
Chegou a São Paulo em 2007, para atuar no Bragantino mas, aonde obteve maior destaque, foi no Guarani quando subiu duas divisões de campeonato nacional, chegando a Série A de 2010.
No início de 2010, foi contratado pelo Santos. Ao final do ano, Maranhão havia sido anunciado como reforço do Avaí. Porém, o clube catarinense desistiu de contar com o lateral após não conseguir acertar os valores dos salários com o jogador.
No início de 2011, foi apresentado como reforço do Coritiba.
No ano de 2012, volta pro Santos atuando em algumas partidas. Em 6 de julho de 2012 foi emprestado ao Atlético Paranaense até o fim do Brasileirão 2012, onde jogou 24 partidas, marcando 1 gol e dando 5 assistências.
No ano de 2013, de volta ao Santos, foi cedido ao Náutico em troca de parte de seus direitos econômicos. Com a camisa do Peixe, o jogador fez 46 partidas e anotou quatro gols.

## Títulos
Santos
- Campeonato Paulista: 2010,[15] 2012
- Copa do Brasil: 2010[16][17]

Coritiba
- Campeonato Paranaense: 2011

CRB
- Campeonato Alagoano: 2015